# Дробно-линейное преобразование комплексной плоскости
Дро́бно-лине́йное преобразова́ние комплексной плоскости (англ. linear fractional transformation of the complex plane), — это отображение комплексной плоскости на себя:
{\displaystyle \mathbb {C} \to \mathbb {C} :z\to w=L(z)={\frac {az+b}{cz+d}}},
{\displaystyle a,b,c,d} — постоянные, {\displaystyle ad-bc\neq 0}.
Дробно-линейные преобразования образуют некоммутативную группу дробно-линейных преобразований.
Дробно-линейное преобразование представляет собой следующие частные случаи:
- одномерное комплексное дробно-линейное преобразование[10];
- дробно-линейная функция одной комплексной переменной[11];
- рациональная функция первого порядка[12];
- одномерное комплексное преобразование Мёбиуса[13].

Дробно-линейное преобразование комплексной плоскости со своими многочисленными великолепными свойствами заслуживает особого изучения, поскольку оно само и различные его частные случаи по необходимости и очень разнообразно используются во многих разделах теории функций комплексного переменного.
Обладая обманчивой простотой, дробно-линейное преобразование составляет основу некоторых захватывающих современных направлений последних математических исследований. Возможное объяснение этого заключается в их тесном и в некотором роде магическом взаимодействии с неевклидовой геометрией. Более того, дробно-линейное преобразование также тесно взаимодействуют с теорией относительности Альберта Эйнштейна, что было использовано сэром Роджером Пенроузом.

## Определение дробно-линейного преобразования

### Формальное определение
Дро́бно-лине́йное преобразова́ние комплексной плоскости, — это отображение комплексной плоскости на себя:
{\displaystyle \mathbb {C} \to \mathbb {C} :z\to w=L(z)={\frac {az+b}{cz+d}}},
{\displaystyle a,b,c,d} — постоянные, или коэффициенты, {\displaystyle ad-bc\neq 0}.
Дробно-линейное преобразование {\displaystyle L(z)} представляет дробь, числитель и знаменатель которой
{\displaystyle az+b} и {\displaystyle cz+d}
суть целые линейные функции:
При {\displaystyle ad-bc=0} дробь из {\displaystyle L(z)} становится сократимой и вырождается в постоянную, то есть {\displaystyle L(z)} перестаёт быть дробно-линейным преобразованием.
При {\displaystyle c=0} и {\displaystyle d\neq 0} дробно-линейная функция {\displaystyle L(z)} становится следующей целой линейной функцией:
{\displaystyle \mathbb {C} \to \mathbb {C} :z\to w=l(z)={\frac {a}{d}}z+{\frac {b}{d}}}.

### Доопределение на расширенной комплексной плоскости
Компактифицируем комплексную плоскость {\displaystyle \mathbb {C} }. Для этого добавим к множеству конечных точек {\displaystyle z\neq \infty } этой плоскости единственную бесконечную, или бесконечно удалённую, точку {\displaystyle z=\infty } — некоторый абстрактный идеальный элемент.
Расширенной, или замкнутой, комплексной плоскостью {\displaystyle {\widehat {\mathbb {C} }}=\mathbb {C} \cup \{\infty \}} называется компактифицированная, то есть дополненная бесконечно удалённой точкой {\displaystyle \infty }, комплексная плоскость {\displaystyle \mathbb {C} }. В связи с этим исходная комплексная плоскость {\displaystyle \mathbb {C} } иногда называется конечной, или открытой, плоскостью.
Дробно-линейная функция
{\displaystyle \mathbb {C} \to \mathbb {C} :z\to w=L(z)={\frac {az+b}{cz+d}}},
была определена для всех точек расширенной комплексной плоскости {\displaystyle {\widehat {\mathbb {C} }}}, кроме следующих:
- при {\displaystyle c\neq 0} — кроме точек {\displaystyle z=-{\frac {d}{c}}} и {\displaystyle z=\infty };
- при {\displaystyle c=0} — кроме точки {\displaystyle z=\infty }.

Доопределим дробно-линейную функцию в этих особых точках, чтобы получить следующее преобразование расширенной комплексной плоскости:
{\displaystyle {\widehat {\mathbb {C} }}\to {\widehat {\mathbb {C} }}:z\to w=L(z)={\frac {az+b}{cz+d}}}.
Легко получить, что:
- при {\displaystyle c=0} и {\displaystyle d\neq 0} ввиду

{\displaystyle \lim _{z\to \infty }\left({\frac {a}{d}}z+{\frac {b}{d}}\right)=\infty }
доопределяем с сохранением непрерывности функции
{\displaystyle w(\infty )=\infty };
- при {\displaystyle c\neq 0} два выражения

{\displaystyle \lim _{z\to \infty }{\frac {az+b}{cz+d}}={\frac {a}{c}}}, {\displaystyle \lim _{z\to -{\frac {d}{c}}}{\frac {az+b}{cz+d}}=\infty }
говорят о том, что необходимо доопределить с сохранением непрерывности функции
{\displaystyle w(\infty )={\frac {a}{c}}}, {\displaystyle w\left(-{\frac {d}{c}}\right)=\infty }.

### Синонимы дробно-линейного преобразования
В литературе встречаются следующие синонимы дробно-линейного преобразования:
- как противопоставление целому линейному преобразованию:

- лине́йное преобразова́ние комплексной плоскости;
- о́бщее лине́йное преобразова́ние комплексной плоскости;
- билине́йное преобразова́ние комплексной плоскости;
- лине́йная фу́нкция на комплексной плоскости;
- о́бщая лине́йная фу́нкция на комплексной плоскости;

- как проективное преобразование:

- гомографи́ческое преобразова́ние комплексной плоскости;

- отображение множеств — обобщение понятий преобразования и функции;

- дро́бно-лине́йное отображе́ние комплексной плоскости;

- преобразование осуществляется с помощью его функции:

- дро́бно-лине́йная фу́нкция на комплексной плоскости;
- рациона́льная фу́нкция первого порядка;

- преобразование, сохраняющее окружности:

- то́чечное круго́вое преобразова́ние комплексной плоскости;
- преобразова́ние Мёбиуса комплексной плоскости;
- отображе́ние Мёбиуса комплексной плоскости;

- в теории относительности:

- спи́новое преобразова́ние.

## Простейшие свойства дробно-линейного преобразования

### Детерминант дробно-линейного преобразования
Определитель, или детерминант, дробно-линейного преобразования, записанного в форме
{\displaystyle w=L(z)={\frac {az+b}{cz+d}}}, —
это следующая величина, выражение для которой составлено из постоянных дробно-линейного преобразования:
{\displaystyle ad-bc}.
Перепишем функцию дробно-линейного преобразования так, чтобы в её записи появилось выражение для детерминанта. Для этого выделим целую часть дроби и вынесем за скобки коэффициент при переменной {\displaystyle z} при условии {\displaystyle c\neq 0}:
{\displaystyle w=L(z)={\frac {{\frac {a}{c}}z+{\frac {b}{c}}}{z+{\frac {d}{c}}}}={\frac {{\frac {a}{c}}\left(z+{\frac {d}{c}}\right)+\left({\frac {b}{c}}-{\frac {ad}{c^{2}}}\right)}{z+{\frac {d}{c}}}}=}
{\displaystyle ={\frac {a}{c}}-{\frac {ad-bc}{c^{2}(z+{\frac {d}{c}})}}}, {\displaystyle c\neq 0}.
Теперь очевидно, что при нулевом детерминанте {\displaystyle ad-bc=0} дробно-линейное преобразование вырождается в постоянную {\displaystyle {\frac {a}{c}}}, то есть отображает всю комплексную плоскость в одну точку {\displaystyle {\frac {a}{c}}}.
Не умаляя общности, можно разделить постоянные {\displaystyle a}, {\displaystyle b},{\displaystyle c} и {\displaystyle d} обычной записи дробно-линейного преобразования либо на {\displaystyle {\sqrt {ad-bc}}}, либо на {\displaystyle -{\sqrt {ad-bc}}} — без разницы, и получить, что его детерминант будет равен единице:
{\displaystyle ad-bc=1}.
Унимодулярная нормировка — приведение значения детерминанта к единице:
{\displaystyle ad-bc=1}.
Унимодулярное дробно-линейное преобразование — дробно-линейное преобразование с унимодулярной нормировкой.

### Биективность, гомеоморфность и конформность
1. Биективность. Дробно-линейное преобразование
{\displaystyle {\widehat {\mathbb {C} }}\to {\widehat {\mathbb {C} }}:z\to w=L(z)={\frac {az+b}{cz+d}}}.
определено однозначно на всей расширенной комплексной плоскости {\displaystyle {\widehat {\mathbb {C} }}}.
Выразим {\displaystyle z} через {\displaystyle w} ({\displaystyle c\neq 0}, случай {\displaystyle c=0} достаточно очевиден):
{\displaystyle z={\frac {dw-b}{-cw+a}}={\frac {-dw+b}{cw-a}}},
получаем, что любому значению {\displaystyle w}, {\displaystyle w\neq {\frac {a}{c}}} и {\displaystyle w\neq \infty }, отвечает одно определённое значение {\displaystyle z}, а из доопределения преобразования на расширенной плоскости точкам {\displaystyle w={\frac {a}{c}}} и {\displaystyle w=\infty } отвечают точки {\displaystyle z=\infty } и {\displaystyle z=-{\frac {d}{c}}} соответственно. Следовательно, дробно-линейное преобразование биективно, то есть взаимно однозначно.
2. Гомеоморфность. Достаточно очевидна непрерывность преобразования в силу его доопределения с сохранением непрерывности на расширенной плоскости {\displaystyle {\widehat {\mathbb {C} }}}. Следовательно, дробно-линейное преобразование гомеоморфно, то есть взаимно однозначно и непрерывно на {\displaystyle {\widehat {\mathbb {C} }}}.
3. Конформность. Найдём производную дробно-линейного преобразования:
{\displaystyle {\widehat {\mathbb {C} }}\to {\widehat {\mathbb {C} }}:z\to w=L^{\prime }(z)={\frac {\mathrm {d} w}{\mathrm {d} z}}={\frac {ad-bc}{(cz+d)^{2}}}}.
Отсюда получаем, что дробно-линейное преобразование конформно при {\displaystyle ad-bc\neq 0}, {\displaystyle z\neq -{\frac {d}{c}}} и {\displaystyle z\neq \infty }. Очевидно, что точка расширенной комплексной плоскости {\displaystyle z=-{\frac {d}{c}}} — простой полюс, а точка {\displaystyle z=\infty } — регулярная, то есть дробно-линейная функция в ней аналитическая. Оба вычета в точках {\displaystyle z=-{\frac {d}{c}}} и {\displaystyle z=\infty } отличны от нуля: {\displaystyle {\frac {bc-ad}{c^{2}}}\neq 0} и {\displaystyle {\frac {ad-bc}{c^{2}}}\neq 0} соответственно. Следовательно, дробно-линейное преобразование конформно в оставшихся точках {\displaystyle z=-{\frac {d}{c}}} и {\displaystyle z=\infty } и, поскольку оно биективно, то и конформно на всей расширенной плоскости {\displaystyle {\widehat {\mathbb {C} }}}.

### Равенство представлений дробно-линейных преобразований
Изучению подлежит множество всех дробно-линейных преобразований с ненулевыми детерминантами. Две формы дробно-линейных преобразования расширенной комплексной плоскости {\displaystyle {\widehat {\mathbb {C} }}}
{\displaystyle L_{1}(z)={\frac {a_{1}z+b_{1}}{c_{1}z+d_{1}}}} и {\displaystyle L_{2}(z)={\frac {a_{2}z+b_{2}}{c_{2}z+d_{2}}}}
называются равными, если они имеют одинаковые значения, то есть {\displaystyle L_{1}(z)=L_{2}(z)} при всех значениях комплексной переменной {\displaystyle z}.
Имеет место следующее утверждение:
- две формы дробно-линейных преобразования

{\displaystyle L_{1}(z)={\frac {a_{1}z+b_{1}}{c_{1}z+d_{1}}}} и {\displaystyle L_{2}(z)={\frac {a_{2}z+b_{2}}{c_{2}z+d_{2}}}}
равны тогда и только тогда, когда их соответствующие постоянные пропорциональны между собой, то есть
{\displaystyle a_{2}=\lambda a_{1}}, {\displaystyle b_{2}=\lambda b_{1}}, {\displaystyle c_{2}=\lambda c_{1}}, {\displaystyle d_{2}=\lambda d_{1}}, {\displaystyle \lambda \neq 0}.
Достаточность. Пусть 
{\displaystyle a_{2}=\lambda a_{1}}, {\displaystyle b_{2}=\lambda b_{1}}, {\displaystyle c_{2}=\lambda c_{1}}, {\displaystyle d_{2}=\lambda d_{1}}, {\displaystyle \lambda \neq 0}.
Тогда
{\displaystyle {\frac {a_{2}z+b_{2}}{c_{2}z+d_{2}}}={\frac {\lambda a_{1}z+\lambda b_{1}}{\lambda c_{1}z+\lambda d_{1}}}={\frac {a_{1}z+b_{1}}{c_{1}z+d_{1}}}.}
Необходимость. Пусть {\displaystyle L_{1}(z)=L_{2}(z)}. Тогда:
- {\displaystyle L_{1}(0)=L_{2}(0)}, {\displaystyle {\frac {b_{1}}{d_{1}}}={\frac {b_{2}}{d_{2}}}=p}, {\displaystyle {\frac {d_{2}}{d_{1}}}={\frac {b_{2}}{b_{1}}}};
- {\displaystyle L_{1}(\infty )=L_{2}(\infty )}, {\displaystyle {\frac {a_{1}}{c_{1}}}={\frac {a_{2}}{c_{2}}}=q}, {\displaystyle {\frac {c_{2}}{c_{1}}}={\frac {a_{2}}{a_{1}}}};
- {\displaystyle L_{1}(1)=L_{2}(1)}, {\displaystyle {\frac {a_{1}+b_{1}}{c_{1}+d_{1}}}={\frac {a_{2}+b_{2}}{c_{2}+d_{2}}}}.

Подставим в последнее равенство выражения
{\displaystyle b_{1}=d_{1}p}, {\displaystyle b_{2}=d_{2}p}, {\displaystyle a_{1}=c_{1}q}, {\displaystyle a_{2}=c_{2}q},
получим:
{\displaystyle {\frac {c_{1}q+d_{1}p}{c_{1}+d_{1}}}={\frac {c_{2}q+d_{2}p}{c_{2}+d_{2}}}},
{\displaystyle (c_{1}q+d_{1}p)(c_{2}+d_{2})=(c_{2}q+d_{2}p)(c_{1}+d_{1})},
{\displaystyle c_{2}d_{1}p+c_{1}d_{2}q-c_{1}d_{2}p-c_{2}d_{1}q=0},
{\displaystyle (c_{1}d_{2}-c_{2}d_{1})(q-p)=0}.
Если  {\displaystyle q=p}, то {\displaystyle {\frac {a_{1}}{c_{1}}}={\frac {b_{1}}{d_{1}}}}, имеем противоречие — детерминант равен нулю: {\displaystyle a_{1}d_{1}-b_{1}c_{1}=0}. Следовательно, {\displaystyle q\neq p}, и тогда необходимо
{\displaystyle {\frac {d_{2}}{d_{1}}}={\frac {c_{2}}{c_{1}}}}.
Собирая всё вместе, получаем:
{\displaystyle {\frac {a_{2}}{a_{1}}}={\frac {b_{2}}{b_{1}}}={\frac {c_{2}}{c_{1}}}={\frac {d_{2}}{d_{1}}}=\lambda }.
Последнее утверждение имеет следующее следствие:
- значение детерминанта {\displaystyle ad-bc} дробно-линейного преобразования {\displaystyle L(z)} не постоянно для равных преобразований.

Действительно, если постоянные {\displaystyle a}, {\displaystyle b}, {\displaystyle c} и {\displaystyle d} заменить на постоянные {\displaystyle \lambda a}, {\displaystyle \lambda b}, {\displaystyle \lambda c} и {\displaystyle \lambda d} при {\displaystyle \lambda \neq 0}, то детерминант увеличится в {\displaystyle \lambda ^{2}} раз. Для равных форм преобразований неизменно отличие детерминанта.
Таким образом, дробно-линейное преобразование
{\displaystyle L(z)={\frac {az+b}{cz+d}}},
имея в этой форме четыре постоянные, зависит только от трёх комплексных параметров.

## Неподвижные точки
В общем случае дробно-линейного преобразования расширенной комплексной плоскости {\displaystyle {\widehat {\mathbb {C} }}}
{\displaystyle {\widehat {\mathbb {C} }}\to {\widehat {\mathbb {C} }}:z\to w=L(z)={\frac {az+b}{cz+d}}},
его образ {\displaystyle w}, как правило, отличен от исходной точки {\displaystyle z} комплексной плоскости. Тем не менее и здесь присутствуют неподвижные точки преобразования {\displaystyle L(z)}.
Неподвижная точка дробно-линейного преобразования — это точка комплексной плоскости, совпадающая со своим образом при этом преобразовании. Следовательно, неподвижная точка должна удовлетворять следующему уравнению:
{\displaystyle z={\frac {az+b}{cz+d}}},
{\displaystyle z(cz+d)=az+b},
{\displaystyle cz^{2}+(d-a)z-b=0}.
Это квадратное уравнение всегда имеет два различных или совпадающих корня (за исключением случая тождественного дробно-линейного преобразования {\displaystyle z=z}). В случае, когда при 
{\displaystyle c=0} второй корень отсутствует, будем считать, что он тоже «равен бесконечности» {\displaystyle \infty }. В частности:
- имеется хотя бы одна неподвижная точка {\displaystyle z=0} тогда и только тогда, когда {\displaystyle b=0}, поскольку {\displaystyle 0=L(0)={\frac {b}{d}}};
- имеется хотя бы одна неподвижная точка {\displaystyle z=\infty } тогда и только тогда, когда {\displaystyle c=0}, поскольку {\displaystyle \infty =L(\infty )={\frac {a\infty +b}{c\infty +d}}}.

### Неподвижные точки целого линейного преобразования
Имеется критерий неподвижных точек того, что преобразование — целое линейное:
- целое линейное преобразование имеет хотя бы одну бесконечно удаленную неподвижную точку[44].

Дробно-линейная функция {\displaystyle L(z)} — целая линейная, если её постоянные {\displaystyle c=0} и {\displaystyle d\neq 0}:
{\displaystyle {\widehat {\mathbb {C} }}\to {\widehat {\mathbb {C} }}:z\to w=l(z)={\frac {a}{d}}z+{\frac {b}{d}}}.
В любом случае, поскольку всегда {\displaystyle l(\infty )=\infty }, у целого линейного преобразования есть неподвижная точка — это бесконечно удалённая точка {\displaystyle \xi _{1}=\infty } расширенной комплексной плоскости {\displaystyle {\widehat {\mathbb {C} }}}.
1. Случай {\displaystyle a\neq d}. Точка 
{\displaystyle \xi _{2}={\frac {\frac {b}{d}}{1-{\frac {a}{d}}}}={\frac {b}{d-a}}} —
конечная вторая неподвижная точка целого линейного преобразования
{\displaystyle w={\frac {a}{d}}z+{\frac {b}{d}}},
задаваемая этим уравнением.
2. Случай {\displaystyle a=d}. Если {\displaystyle {\frac {a}{d}}=1} и {\displaystyle {\frac {b}{d}}\neq 0}, то у целого линейного преобразования
{\displaystyle w=z+{\frac {b}{d}}}
нет конечной неподвижной точки. Однако его бесконечная удалённая точка представляет собой две слившиеся неподвижные точки, поскольку при {\displaystyle {\frac {a}{d}}\neq 1}, {\displaystyle {\frac {b}{d}}\neq 0} и {\displaystyle {\frac {a}{d}}\to 1} конечная неподвижная точка
{\displaystyle \xi _{1}={\frac {\frac {b}{d}}{1-{\frac {a}{d}}}}={\frac {b}{d-a}}}
стремится к бесконечно удалённой.

### Неподвижные точки общего дробно-линейного преобразования
Дробно-линейная функция {\displaystyle L(z)} считается дробно-линейной функцией общего вида, если её постоянная {\displaystyle c\neq 0}. У такой функции следующие точки комплексной плоскости не являются неподвижными:
{\displaystyle z=\infty } и {\displaystyle z=-{\frac {d}{c}}},
так как
{\displaystyle L(\infty )={\frac {a}{c}}\neq \infty } и {\displaystyle L(-{\frac {d}{c}})=\infty \neq -{\frac {d}{c}}}
соответственно.
Теперь, решая в общем случае уравнение
{\displaystyle z={\frac {az+b}{cz+d}}}, то есть {\displaystyle cz^{2}+(d-a)z-b=0},
при
{\displaystyle z\neq \infty } и {\displaystyle z\neq -{\frac {d}{c}}},
получим:
{\displaystyle \xi _{1},\xi _{2}={\frac {a-d\pm {\sqrt {(a-d)^{2}+4bc}}}{2c}}=}
{\displaystyle ={\frac {a-d\pm {\sqrt {(a+d)^{2}-4(ad-bc)}}}{2c}}}.
Для унимодулярного дробно-линейного преобразования имеем:
{\displaystyle \xi _{1},\xi _{2}={\frac {a-d\pm {\sqrt {(a+d)^{2}-4}}}{2c}}}.
Имеем два случая.
- Дискриминант не равен нулю:

{\displaystyle (a-d)^{2}+4bc\neq 0},
в унимодулярном случае:
{\displaystyle (a+d)^{2}-4\neq 0}.
Тогда существуют две различные конечные неподвижные точки.
- Дискриминант равен нулю:

{\displaystyle (a-d)^{2}+4bc=0},
в унимодулярном случае:
{\displaystyle (a+d)^{2}-4=0}, то есть {\displaystyle a+d=\pm 2}.
Тогда существует одна двойная конечная неподвижная точка
{\displaystyle \xi _{1}={\frac {a-d}{2c}}},
которая равна нулю тогда и только тогда, когда {\displaystyle a=d}, {\displaystyle c\neq 0}.

### Равенство дробно-линейных преобразований по трём точкам
Только тождественное дробно-линейное преобразование {\displaystyle U(z)=z} имеет более двух неподвижны точек, у него все точки комплексной плоскости неподвижны. Поэтому, если у дробно-линейного преобразования больше двух неподвижных точек, то оно тождественное. Получается следующее утверждение:
- два дробно-линейных преобразования равны, если их значения совпадают в трёх различных точках.

Пусть значения двух дробно-линейных преобразований {\displaystyle L(z)} и {\displaystyle \Lambda (z)} совпадают в трёх различных точках {\displaystyle z_{1}}, {\displaystyle z_{2}} и {\displaystyle z_{3}}:
{\displaystyle L(z_{k})=\Lambda (z_{k})=w_{k}}, {\displaystyle k=1,2,3}.
Тогда для обратного преобразования
{\displaystyle \Lambda ^{-1}(w_{k})=z_{k}},
и для последовательного выполнения преобразований {\displaystyle w=L(z)} и {\displaystyle z=\Lambda ^{-1}(w)} получаем:
{\displaystyle \Lambda ^{-1}L(z_{k})=z_{k}},
Преобразование {\displaystyle \Lambda ^{-1}L(z_{k})} получилось тождественное, поскольку у него три различные неподвижные точки {\displaystyle z_{1}}, {\displaystyle z_{2}} и {\displaystyle z_{3}}:
{\displaystyle \Lambda ^{-1}L=U}.
Отсюда, с одной стороны,
{\displaystyle \Lambda (\Lambda ^{-1}L)=\Lambda U=\Lambda },
а с другой стороны, в силу ассоциативности последовательного выполнения преобразований, то же самое выражение
{\displaystyle \Lambda (\Lambda ^{-1}L)=(\Lambda \Lambda ^{-1})L=UL=L}.
В итоге заключаем, что два дробно-линейных преобразования {\displaystyle L(z)} и {\displaystyle \Lambda (z)} равны:
{\displaystyle \Lambda =L}.
Следовательно, для задания дробно-линейного преобразования достаточно иметь три различные точки комплексной плоскости {\displaystyle z_{1}}, {\displaystyle z_{2}} и {\displaystyle z_{3}} вместе с их образами {\displaystyle w_{1}}, {\displaystyle w_{2}} и {\displaystyle w_{3}}, причём такое преобразование единственное.
Это согласуется с тем, что дробно-линейное преобразование зависит только от трёх комплексных параметров.

## Построение дробно-линейных преобразований по трём точкам

### Построение преобразования по трём конкретным точкам
Построим дробно-линейное преобразование {\displaystyle \Lambda (z)}, единственное по доказанному выше утверждению, по трём конечным точкам {\displaystyle z_{1}}, {\displaystyle z_{2}} и {\displaystyle z_{3}}, на которых преобразование имеет следующие конкретные и не всегда конечные значения:
{\displaystyle 0=\Lambda (z_{1})}, {\displaystyle \infty =\Lambda (z_{2})}, {\displaystyle 1=\Lambda (z_{3})}.
Имеет место следующее утверждение:
- дробно-линейное преобразование {\displaystyle \Lambda (z)}, отображающее произвольные конечные комплексные точки {\displaystyle z_{1}}, {\displaystyle z_{2}} и {\displaystyle z_{3}} в конкретные точки {\displaystyle 0}, {\displaystyle \infty } и {\displaystyle 1} соответственно, задаётся следующей функцией[47]:

{\displaystyle \Lambda (z)={\frac {z-z_{1}}{z-z_{2}}}{\frac {z_{3}-z_{2}}{z_{3}-z_{1}}}}.
Функция
{\displaystyle w=\Lambda (z)={\frac {az+b}{cz+d}}}
дробно-линейного преобразования:
- равна {\displaystyle 0} при {\displaystyle z=z_{1}} тогда и только тогда, когда числитель дроби функции равен {\displaystyle a(z-z_{1})};
- равна {\displaystyle \infty } при {\displaystyle z=z_{2}} тогда и только тогда, когда знаменатель дроби функции равен {\displaystyle c(z-z_{2})},

поэтому функция имеет следующий вид:
{\displaystyle w={\frac {a}{c}}{\frac {z-z_{1}}{z-z_{2}}}}.
Далее, {\displaystyle 1=\Lambda (z_{3})}, то есть
{\displaystyle 1={\frac {a}{c}}{\frac {z_{3}-z_{1}}{z_{3}-z_{2}}}},
откуда получаем функцию
{\displaystyle w=\Lambda (z)={\frac {z-z_{1}}{z-z_{2}}}{\frac {z_{3}-z_{2}}{z_{3}-z_{1}}}}.

### Построение преобразования по любым трём точкам
1. Сначала построим дробно-линейное преобразование {\displaystyle L(z)}, единственное по доказанному выше утверждению, по трём конечным точкам {\displaystyle z_{1}}, {\displaystyle z_{2}} и {\displaystyle z_{3}}, на которых преобразование имеет следующие конечные значения:
{\displaystyle w_{1}=L(z_{1})}, {\displaystyle w_{2}=L(z_{2})}, {\displaystyle w_{3}=L(z_{3})}.
Имеет место следующее утверждение:
- дробно-линейное преобразование {\displaystyle w=L(z)}, отображающее произвольные конечные комплексные точки {\displaystyle z_{1}}, {\displaystyle z_{2}} и {\displaystyle z_{3}} в произвольные конечные точки {\displaystyle w_{1}}, {\displaystyle w_{2}} и {\displaystyle w_{3}} соответственно, задаётся следующей неявной функцией[49]:

{\displaystyle {\frac {w-w_{1}}{w-w_{2}}}{\frac {w_{3}-w_{2}}{w_{3}-w_{1}}}={\frac {z-z_{1}}{z-z_{2}}}{\frac {z_{3}-z_{2}}{z_{3}-z_{1}}}}.
Доказательство 1. Согласно доказанному выше, функция
{\displaystyle \Lambda _{1}(w)={\frac {w-w_{1}}{w-w_{2}}}{\frac {w_{3}-w_{2}}{w_{3}-w_{1}}}}
отображает произвольные конечные комплексные точки {\displaystyle w_{1}}, {\displaystyle w_{2}} и {\displaystyle w_{3}} в конкретные точки {\displaystyle 0}, {\displaystyle \infty } и {\displaystyle 1}. Следовательно, последовательное выполнение функций {\displaystyle \Lambda _{1}L(z)} отобразит комплексные точки {\displaystyle z_{1}}, {\displaystyle z_{2}} и {\displaystyle z_{3}} в точки {\displaystyle 0}, {\displaystyle \infty } и {\displaystyle 1}:
{\displaystyle \Lambda _{1}L(z)=\Lambda (z)={\frac {z-z_{1}}{z-z_{2}}}{\frac {z_{3}-z_{2}}{z_{3}-z_{1}}}}.
Произведя замену {\displaystyle w=L(z)}, получаем:
{\displaystyle \Lambda _{1}(w)=\Lambda (z)},
то есть 
{\displaystyle {\frac {w-w_{1}}{w-w_{2}}}{\frac {w_{3}-w_{2}}{w_{3}-w_{1}}}={\frac {z-z_{1}}{z-z_{2}}}{\frac {z_{3}-z_{2}}{z_{3}-z_{1}}}}.
Доказательство 2. Рассмотрим дробно-линейное преобразование
{\displaystyle {\frac {w-w_{1}}{w-w_{2}}}{\frac {w_{3}-w_{2}}{w_{3}-w_{1}}}={\frac {z-z_{1}}{z-z_{2}}}{\frac {z_{3}-z_{2}}{z_{3}-z_{1}}}}.
Оно переводит произвольные конечные комплексные точки {\displaystyle z_{1}}, {\displaystyle z_{2}} и {\displaystyle z_{3}} в произвольные конечные точки {\displaystyle w_{1}}, {\displaystyle w_{2}} и {\displaystyle w_{3}} соответственно, поскольку:
- обе его части равны нулю при {\displaystyle z=z_{1}} и {\displaystyle w=w_{1}};
- обе его части равны бесконечности при {\displaystyle z=z_{2}} и {\displaystyle w=w_{2}};
- обе его части равны единице при {\displaystyle z=z_{3}} и {\displaystyle w=w_{3}}.

2. Дробно-линейное преобразование построено по трём точкам для случая, когда все шесть точек
{\displaystyle z_{k}} и {\displaystyle w_{l}}, {\displaystyle k,l=1,2,3},
конечные. В случае бесконечных точек нужно воспользоваться следующим мнемоническим правилом:
- в случае, если какая-то {\displaystyle z_{k_{0}}=\infty } (только одна, так как {\displaystyle \infty } одна на плоскости для z) или какая-то {\displaystyle w_{l_{0}}=\infty } (только одна, так как {\displaystyle \infty } одна на плоскости для w) или они обе вместе {\displaystyle z_{k_{0}}=w_{l_{0}}=\infty }, то тогда в уравнении

{\displaystyle {\frac {w-w_{1}}{w-w_{2}}}{\frac {w_{3}-w_{2}}{w_{3}-w_{1}}}={\frac {z-z_{1}}{z-z_{2}}}{\frac {z_{3}-z_{2}}{z_{3}-z_{1}}}}
разности с бесконечными {\displaystyle z_{k_{0}}} и {\displaystyle w_{l_{0}}} заменяются на константу 1, то есть попросту вычёркиваются.
Поскольку каждая из шести точек {\displaystyle z_{k}} и {\displaystyle w_{l}} входит в последнее уравнение дважды. один раз в числителе уравнения, а второй раз в его знаменателе, причём с одним и тем же знаком, то это правило легко проверяется с использованием предельного перехода к бесконечности. Например, если точка {\displaystyle z_{1}=\infty }, то тогда, временно считая {\displaystyle z_{1}} конечной, заменим {\displaystyle z-z_{1}} на
{\displaystyle {\frac {z}{z_{1}}}-1}
и затем осуществим переход к пределу при {\displaystyle z_{1}\to \infty }.

### Двойное отношение четырёх точек
Двойное, или ангармоническое, отношением четырёх чисел или точек — это числовая величина, равная отношению
{\displaystyle (z_{1},z_{2},z_{3},z_{4})={\frac {z_{3}-z_{1}}{z_{3}-z_{2}}}{\frac {z_{4}-z_{2}}{z_{4}-z_{1}}}},
где {\displaystyle z_{1},z_{2},z_{3},z_{4}} суть четыре произвольных различных конечных комплексных числа.
Если обозначить двойное отношение четвёрки чисел через {\displaystyle \lambda }, то при любой из 24 перестановок четвёрки чисел, входящих в это двойное отношение, получаем одну из следующих шести числовых величин:
{\displaystyle \lambda ,{\frac {1}{\lambda }},1-\lambda ,{\frac {1}{1-\lambda }},{\frac {\lambda -1}{\lambda }},{\frac {\lambda }{\lambda -1}}}.
Распространим это определение на случай бесконечной точки.
Двойное отношением четырёх точек, одна из которых бесконечно удалённая, — это предел 
двойного отношения четырёх конечных точек, когда соответствующая точка стремится к бесконечности.
В соответствии с последним определением получаем разные виды двойного отношения четырёх точек:
{\displaystyle (\infty ,z_{2},z_{3},z_{4})={\frac {z_{4}-z_{2}}{z_{3}-z_{2}}}},
{\displaystyle (z_{1},\infty ,z_{3},z_{4})={\frac {z_{3}-z_{1}}{z_{4}-z_{1}}}},
{\displaystyle (z_{1},z_{2},\infty ,z_{4})={\frac {z_{4}-z_{2}}{z_{4}-z_{1}}}},
{\displaystyle (z_{1},z_{2},z_{3},\infty )={\frac {z_{3}-z_{1}}{z_{3}-z_{2}}}}.
Имеет место следующее утверждение, называемое инвариантностью двойного отношения:
- двойное отношением четырёх точек есть инвариант дробно-линейного преобразования

{\displaystyle w=L(z)={\frac {az+b}{cz+d}}},
то есть двойное отношением четырёх точек остаётся неизменным при действии дробно-линейного преобразования.
Доказательство проведём двумя разными способами. Пусть:
- {\displaystyle w=L(z)} — произвольное дробно-линейное преобразование;
- {\displaystyle z_{1},z_{2},z_{3},z_{4}} — четыре произвольные различные точки комплексной плоскости;
- {\displaystyle w_{1},w_{2},w_{3},w_{4}} — образы соответственно точек {\displaystyle z_{1},z_{2},z_{3},z_{4}} при преобразовании {\displaystyle w=L(z)}.

Доказательство 1. Построим дробно-линейное преобразование по трём точкам: три из четырёх точек {\displaystyle z_{1},z_{2},z_{4}} отображаются преобразованием {\displaystyle w=L(z)} в три точки {\displaystyle w_{1},w_{2},w_{4}} соответственно, то есть
{\displaystyle {\frac {w-w_{1}}{w-w_{2}}}{\frac {w_{4}-w_{2}}{w_{4}-w_{1}}}={\frac {z-z_{1}}{z-z_{2}}}{\frac {z_{4}-z_{2}}{z_{4}-z_{1}}}},
причём разности с бесконечно удалённой точкой, если они есть, нужно заменить единицей.
Поскольку {\displaystyle w_{3}=L(z_{3})}, то при {\displaystyle z=z_{3}} получаем:
{\displaystyle {\frac {w_{3}-w_{1}}{w_{3}-w_{2}}}{\frac {w_{4}-w_{2}}{w_{4}-w_{1}}}={\frac {z_{3}-z_{1}}{z_{3}-z_{2}}}{\frac {z_{4}-z_{2}}{z_{4}-z_{1}}}},
причём разности с бесконечно удалённой точкой, если они есть, нужно заменить единицей.
Отсюда сразу по определению следует, что
{\displaystyle (w_{1},w_{2},w_{3},w_{4})=(z_{1},z_{2},z_{3},z_{4})}.
Доказательство 2. Найдём формулу для разности образов точек дробно-линейного преобразования {\displaystyle w_{3}-w_{1}}, формулы остальных разностей вычисляются аналогично:
{\displaystyle w_{3}-w_{1}={\frac {az_{3}+b}{cz_{3}+d}}-{\frac {az_{1}+b}{cz_{1}+d}}=}.
{\displaystyle ={\frac {ad-bc}{(cz_{3}+d)(cz_{1}+d)}}(z_{3}-z_{1})}.
Следовательно,
{\displaystyle {\frac {w_{3}-w_{1}}{w_{3}-w_{2}}}{\frac {w_{4}-w_{2}}{w_{4}-w_{1}}}={\frac {z_{3}-z_{1}}{z_{3}-z_{2}}}{\frac {z_{4}-z_{2}}{z_{4}-z_{1}}}},
причём разности с бесконечно удалённой точкой, если они есть, нужно заменить единицей.

## Нормальная форма дробно-линейного преобразования

### Общий случай двух различных конечных неподвижных точек
Итак, если не учитывать тождественное преобразование {\displaystyle z=z}, то дробно-линейного преобразования разделены на два класса:
- имеющие две неподвижные точки {\displaystyle \xi _{1}} и {\displaystyle \xi _{2}};
- имеющие одну неподвижную точку {\displaystyle \xi _{1}}.

Для общего случая дробно-линейного преобразования имеет место следующее утверждение:
- дробно-линейное преобразование

{\displaystyle {\widehat {\mathbb {C} }}\to {\widehat {\mathbb {C} }}:z\to w=L(z)={\frac {az+b}{cz+d}}},
в общем случае имеющее при условиях {\displaystyle c\neq 0} и {\displaystyle (a-d)^{2}+4bc\neq 0} две различные конечные неподвижные точки
{\displaystyle \xi _{1},\xi _{2}={\frac {a-d\pm {\sqrt {(a-d)^{2}+4bc}}}{2c}}=}
{\displaystyle ={\frac {a-d\pm {\sqrt {(a+d)^{2}-4(ad-bc)}}}{2c}}},
можно представить в неявной форме как
{\displaystyle {\frac {w-\xi _{1}}{w-\xi _{2}}}=K{\frac {z-\xi _{1}}{z-\xi _{2}}}}, где {\displaystyle K={\frac {a-c\xi _{1}}{a-c\xi _{2}}}\neq 0;1}.
По условию, дробно-линейное преобразование {\displaystyle w=L(z)}:
- переводит неподвижную точку {\displaystyle \xi _{1}} в точку {\displaystyle \xi _{1}};
- переводит неподвижную точку {\displaystyle \xi _{2}} в точку {\displaystyle \xi _{2}}.

Чтобы полностью определить преобразование {\displaystyle w=L(z)}, выберем третью точку, воспользуемся тем, что преобразование:
- переводит бесконечную точку {\displaystyle \infty } в точку {\displaystyle {\frac {a}{c}}}.

Доказательство 1. Так как две различные неподвижные точки {\displaystyle \xi _{1}} и {\displaystyle \xi _{2}} можно упорядочить двумя разными способами, то рассмотрим два случая.
1. Пусть
{\displaystyle v=S(w)={\frac {w-\xi _{1}}{w-\xi _{2}}}}, {\displaystyle y=S(z)={\frac {z-\xi _{1}}{z-\xi _{2}}}} —
два дробно-линейных преобразования, и {\displaystyle z=S^{-1}(y)} — преобразование, обратное к преобразованию {\displaystyle y=S(z)}. Тогда получаем:
{\displaystyle v=SLS^{-1}(y)}.
Поскольку у последнего дробно-линейного преобразования, отображающего {\displaystyle y} в {\displaystyle v}, две неподвижные точки {\displaystyle 0} и {\displaystyle \infty }:
{\displaystyle SLS^{-1}(0)=SL(\xi _{1})=S(\xi _{1})=0},
{\displaystyle SLS^{-1}(\infty )=SL(\xi _{2})=S(\xi _{2})=\infty },
то оно обязательно имеет вид
{\displaystyle v=Ky},
где {\displaystyle K} — некоторая комплексная постоянная,
{\displaystyle Ky=SLS^{-1}}, {\displaystyle L=S^{-1}KyS}.
Тем самым получаем следующую неявную форму некоторого дробно-линейного преобразования:
{\displaystyle {\frac {w-\xi _{1}}{w-\xi _{2}}}=K{\frac {z-\xi _{1}}{z-\xi _{2}}}}.
Это преобразование имеет две неподвижные точки {\displaystyle \xi _{1}} и {\displaystyle \xi _{2}}. Так как оно переводит третью точку {\displaystyle \infty } в точку {\displaystyle {\frac {a}{c}}}:
{\displaystyle {\frac {{\frac {a}{c}}-\xi _{1}}{{\frac {a}{c}}-\xi _{2}}}=K}, то есть {\displaystyle K={\frac {a-c\xi _{1}}{a-c\xi _{2}}}},
то эта неявная форма будет представлять дробно-линейное преобразование {\displaystyle L}. Причём  {\displaystyle K\neq 1}, поскольку {\displaystyle \xi _{1}\neq \xi _{2}}, и {\displaystyle K\neq 0}, поскольку дробно-линейное преобразование не вырождается в постоянную.
2. Аналогично можно показать, что в случае другого порядка неподвижных точек неявная форма дробно-линейного преобразования {\displaystyle L}
{\displaystyle {\frac {w-\xi _{2}}{w-\xi _{1}}}={\frac {1}{K}}{\frac {z-\xi _{2}}{z-\xi _{1}}}},
где
{\displaystyle {\frac {1}{K}}={\frac {a-c\xi _{2}}{a-c\xi _{1}}}}, {\displaystyle K\neq 0;1} —
постоянная.
Доказательство 2. Построим дробно-линейное преобразование {\displaystyle L} по этим шести точкам, подставив их в уравнение 
{\displaystyle {\frac {w-w_{1}}{w-w_{2}}}{\frac {w_{3}-w_{2}}{w_{3}-w_{1}}}={\frac {z-z_{1}}{z-z_{2}}}{\frac {z_{3}-z_{2}}{z_{3}-z_{1}}}}.
Сделать это можно двумя основными способами:
- {\displaystyle z_{1}=\xi _{1}}, {\displaystyle w_{1}=\xi _{1}}, {\displaystyle z_{2}=\xi _{2}}, {\displaystyle w_{2}=\xi _{2}}, {\displaystyle z_{3}\to \infty }, {\displaystyle w_{3}={\frac {a}{c}}};
- {\displaystyle z_{1}=\xi _{2}}, {\displaystyle w_{1}=\xi _{2}}, {\displaystyle z_{2}=\xi _{1}}, {\displaystyle w_{2}=\xi _{1}}, {\displaystyle z_{3}\to \infty }, {\displaystyle w_{3}={\frac {a}{c}}}.

При первом способе получаем следующую неявную форму преобразования {\displaystyle L}:
{\displaystyle {\frac {w-\xi _{1}}{w-\xi _{2}}}{\frac {{\frac {a}{c}}-\xi _{2}}{{\frac {a}{c}}-\xi _{1}}}={\frac {z-\xi _{1}}{z-\xi _{2}}}},
{\displaystyle {\frac {w-\xi _{1}}{w-\xi _{2}}}=K{\frac {z-\xi _{1}}{z-\xi _{2}}}}, где {\displaystyle K={\frac {a-c\xi _{1}}{a-c\xi _{2}}}}, {\displaystyle K\neq 0;1}.
При втором:
{\displaystyle {\frac {w-\xi _{2}}{w-\xi _{1}}}={\frac {1}{K}}{\frac {z-\xi _{2}}{z-\xi _{1}}}}, где {\displaystyle {\frac {1}{K}}={\frac {a-c\xi _{2}}{a-c\xi _{1}}}}, {\displaystyle K\neq 0;1}.
Следует иметь в виду, что вид формул для {\displaystyle K} зависит не только от порядка неподвижных точек, но еще и от выбранной третьей точки преобразования.

### Определение нормальной формы и множителя
Неявная форма
{\displaystyle {\frac {w-\xi _{1}}{w-\xi _{2}}}=K_{1}{\frac {z-\xi _{1}}{z-\xi _{2}}}}
называется нормальной формой, или каноническим видом, дробно-линейное преобразование с двумя различными конечными неподвижными точками, а постоянная {\displaystyle K} называется множителем дробно-линейного преобразования.
Неявная форма представления дробно-линейного преобразования через множитель
{\displaystyle {\frac {w-\xi _{1}}{w-\xi _{2}}}=K{\frac {z-\xi _{1}}{z-\xi _{2}}}}
обладает следующим преимуществом по сравнению с обычным явным представлением
{\displaystyle w=L(z)={\frac {az+b}{cz+d}}}:
любую степень дробно-линейного преобразования {\displaystyle L^{n}} в неявной форме имеет простой вид. Степень преобразования в явном виде очень сложно выражается через постоянные {\displaystyle a}, {\displaystyle b}, {\displaystyle c} и {\displaystyle d}. Наоборот, действие преобразования самого на себя в неявной форме имеет простой вид, например:
{\displaystyle L^{2}:(v=Ky)^{2}},
{\displaystyle L^{2}:v=K(Ky)=K^{2}y},
{\displaystyle L^{2}:{\frac {w-\xi _{1}}{w-\xi _{2}}}=K^{2}{\frac {z-\xi _{1}}{z-\xi _{2}}}}.
Аналогично
{\displaystyle L^{n}:{\frac {w-\xi _{1}}{w-\xi _{2}}}=K^{n}{\frac {z-\xi _{1}}{z-\xi _{2}}}};
{\displaystyle L^{-1}:{\frac {w-\xi _{1}}{w-\xi _{2}}}=K^{-1}{\frac {z-\xi _{1}}{z-\xi _{2}}}};
{\displaystyle (L^{-1})^{n}:{\frac {w-\xi _{1}}{w-\xi _{2}}}=K^{-n}{\frac {z-\xi _{1}}{z-\xi _{2}}}}.
Забегая вперёд, можно сказать, что в частных случаях дробно-линейного преобразования неявная форма степени также имеет простой вид:
- случай одной конечной и одной бесконечной неподвижных точек:

{\displaystyle L^{n}:w-\xi _{1}=K^{n}(z-\xi _{1})};;
{\displaystyle (L^{-1})^{n}:w-\xi _{1}=K^{-n}(z-\xi _{1})};;
- случай совпадающих конечных неподвижных точек:

{\displaystyle L^{n}:{\frac {1}{w-\xi _{1}}}={\frac {1}{z-\xi _{1}}}+nh};
{\displaystyle (L^{-1})^{n}:{\frac {1}{w-\xi _{1}}}={\frac {1}{z-\xi _{1}}}-nh};
- случай совпадающих бесконечных неподвижных точек:

{\displaystyle L^{n}:w=z+nh};
{\displaystyle (L^{-1})^{n}:w=z-nh}.

### Выражения множителя через постоянные преобразования
Имеет место следующее утверждение:
- множитель {\displaystyle K}, независимо от выбора третьей точки при их вычислении, выражаются двумя способами через постоянные дробно-линейного преобразования:

- через симметричную функцию {\displaystyle \xi _{1}} и {\displaystyle \xi _{2}}, также не зависящую от порядка этих неподвижных точек:

{\displaystyle K+{\frac {1}{K}}={\frac {(a+d)^{2}}{ad-bc}}-2},
в унимодулярном случае:
{\displaystyle K+{\frac {1}{K}}=(a+d)^{2}-2},
или
{\displaystyle {\sqrt {K}}+{\frac {1}{\sqrt {K}}}=a+d};
- непосредственно:

{\displaystyle K={\frac {a+d-{\sqrt {(a+d)^{2}-4(ad-bc)}}}{a+d+{\sqrt {(a+d)^{2}-4(ad-bc)}}}}},
в унимодулярном случае:
{\displaystyle K={\frac {a+d-{\sqrt {(a+d)^{2}-4}}}{a+d+{\sqrt {(a+d)^{2}-4}}}}}.
В любом случае при унимодулярном дробно-линейном преобразовании множитель {\displaystyle K} зависят только от суммы двух постоянных преобразования {\displaystyle a+d}.
Доказательство 1. Выразить множитель {\displaystyle K} через постоянные дробно-линейного преобразования
{\displaystyle {\widehat {\mathbb {C} }}\to {\widehat {\mathbb {C} }}:z\to w=L(z)={\frac {az+b}{cz+d}}},
удобнее с помощью симметричной функции {\displaystyle \xi _{1}} и {\displaystyle \xi _{2}}
{\displaystyle K+{\frac {1}{K}}={\frac {a-c\xi _{1}}{a-c\xi _{2}}}+{\frac {a-c\xi _{2}}{a-c\xi _{1}}}=}
{\displaystyle ={\frac {2a^{2}-2ac(\xi _{1}+\xi _{2})+c^{2}(\xi _{1}^{2}+\xi _{2}^{2})}{a^{2}-ac(\xi _{1}+\xi _{2})+c^{2}\xi _{1}\xi _{2}}}}.
Вспоминая формулы Виета и то, что уравнение
{\displaystyle cz^{2}+(d-a)z-b=0}
имеет корни {\displaystyle \xi _{1}} и {\displaystyle \xi _{2}}, получаем:
{\displaystyle \xi _{1}+\xi _{2}={\frac {a-d}{c}}}, {\displaystyle \xi _{1}\xi _{2}=-{\frac {b}{c}}},
откуда
{\displaystyle \xi _{1}^{2}+\xi _{2}^{2}={\frac {(a-d)^{2}+2bc}{c^{2}}}},
{\displaystyle K+{\frac {1}{K}}={\frac {a^{2}+d^{2}+2bc}{ad-bc}}=}
{\displaystyle ={\frac {(a+d)^{2}-2(ad-bc)}{ad-bc}}=}
{\displaystyle ={\frac {(a+d)^{2}}{ad-bc}}-2}.
Доказательство 2. Подставляя в выражение для {\displaystyle K}
{\displaystyle K={\frac {a-c\xi _{1}}{a-c\xi _{2}}}},
значения
{\displaystyle \xi _{1}={\frac {a-d+{\sqrt {(a-d)^{2}+4bc}}}{2c}}},
{\displaystyle \xi _{2}={\frac {a-d-{\sqrt {(a-d)^{2}+4bc}}}{2c}}},
получаем:
{\displaystyle K={\frac {a+d-{\sqrt {(a-d)^{2}+4bc}}}{a+d+{\sqrt {(a-d)^{2}+4bc}}}}=}
{\displaystyle ={\frac {a+d-{\sqrt {(a+d)^{2}-4(ad-bc)}}}{a+d+{\sqrt {(a+d)^{2}-4(ad-bc)}}}}}.

## Классификация дробно-линейных преобразований

### Две различные неподвижные точки, одна бесконечная
Имеет место следующее утверждение:
- целое линейное преобразование

{\displaystyle {\widehat {\mathbb {C} }}\to {\widehat {\mathbb {C} }}:z\to w=L(z)={\frac {az+b}{d}}},
имеющее при условиях {\displaystyle c=0} и {\displaystyle a\neq d} и унимодулярной нормировке {\displaystyle ad=1} две различные неподвижные точки
{\displaystyle \xi _{1}={\frac {b}{d-a}}} и {\displaystyle \xi _{2}=\infty },
можно представить в неявной нормальной форме как
{\displaystyle w-\xi _{1}=K(z-\xi _{1})},
где {\displaystyle K={\frac {a}{d}}\neq 1} — постоянная, причём также {\displaystyle K\neq 0}, поскольку дробно-линейное преобразование не вырождается в постоянную,
{\displaystyle K+{\frac {1}{K}}={\frac {a}{d}}+{\frac {d}{a}}={\frac {a^{2}+d^{2}}{ad}}=}.
{\displaystyle ={\frac {(a+d)^{2}-2ad}{ad}}={\frac {(a+d)^{2}}{ad}}-2},
в унимодулярном случае, как и для двух различных конечных неподвижных точек,
{\displaystyle K+{\frac {1}{K}}=(a+d)^{2}-2}.
По условию, целое линейное преобразование {\displaystyle w=L(z)}:
- переводит неподвижную точку {\displaystyle \xi _{1}} в точку {\displaystyle \xi _{1}};
- переводит неподвижную точку {\displaystyle \xi _{2}=\infty } в точку {\displaystyle \xi _{2}=\infty }.

Чтобы полностью определить преобразование {\displaystyle w=L(z)}, выберем общую третью точку, воспользуемся тем, что преобразование:
- переводит произвольную точку {\displaystyle z_{0}} в точку {\displaystyle {\frac {az_{0}+b}{d}}}.

Доказательство 1. Так как две различные неподвижные точки {\displaystyle \xi _{1}} и {\displaystyle \xi _{2}} можно упорядочить двумя разными способами, то рассмотрим два случая.
1. Пусть
{\displaystyle v=S(w)=w-\xi _{1}}, {\displaystyle y=S(z)=z-\xi _{1}} —
два целых линейных преобразования, и {\displaystyle z=S^{-1}(y)} — преобразование, обратное к преобразованию {\displaystyle y=S(z)}. Тогда получаем:
{\displaystyle v=SLS^{-1}(y)}.
Поскольку у последнего целого линейного преобразования, отображающего {\displaystyle y} в {\displaystyle v}, две неподвижные точки {\displaystyle 0} и {\displaystyle \infty }:
{\displaystyle SLS^{-1}(0)=SL(\xi _{1})=S(\xi _{1})=0},
{\displaystyle SLS^{-1}(\infty )=SL(\xi _{2})=S(\xi _{2})=\infty },
то оно обязательно имеет вид {\displaystyle v=Ky},
где {\displaystyle K} — некоторая комплексная постоянная,
{\displaystyle Ky=SLS^{-1}}, {\displaystyle L=S^{-1}KyS}.
Тем самым получаем следующую неявную форму некоторого целого линейного преобразования:
{\displaystyle w-\xi _{1}=K(z-\xi _{1})}.
Это преобразование имеет две неподвижные точки {\displaystyle \xi _{1}} и {\displaystyle \infty }. Так как оно переводит третью произвольную точку {\displaystyle z_{0}} в точку {\displaystyle {\frac {az_{0}+b}{d}}}:
{\displaystyle {\frac {az_{0}+b}{d}}-\xi _{1}=K(z_{0}-\xi _{1})},  то есть {\displaystyle K={\frac {az_{0}+b-d\xi _{1}}{d(z_{0}-\xi _{1})}}},
то тогда эта неявная форма будет представлять целое линейное преобразование {\displaystyle L.}
2. Аналогично можно показать, что в случае другого порядка неподвижных точек неявная форма дробно-линейного преобразования {\displaystyle L}
{\displaystyle {\frac {1}{w-\xi _{1}}}={\frac {1}{K}}{\frac {1}{z-\xi _{1}}}},
где {\displaystyle {\frac {1}{K}}={\frac {d(z_{0}-\xi _{1})}{az_{0}+b-d\xi _{1}}}} — постоянная.
Доказательство 2. Построим дробно-линейное преобразование {\displaystyle L} по этим шести точкам, подставив их в уравнение 
{\displaystyle {\frac {w-w_{1}}{w-w_{2}}}{\frac {w_{3}-w_{2}}{w_{3}-w_{1}}}={\frac {z-z_{1}}{z-z_{2}}}{\frac {z_{3}-z_{2}}{z_{3}-z_{1}}}}.
Сделать это можно двумя основными способами:
- {\displaystyle z_{1}=\xi _{1}}, {\displaystyle w_{1}=\xi _{1}}, {\displaystyle z_{2}\to \infty }, {\displaystyle w_{2}\to \infty }, {\displaystyle z_{3}=z_{0}}, {\displaystyle w_{3}={\frac {az_{0}+b}{d}}};
- {\displaystyle z_{1}\to \infty }, {\displaystyle w_{1}\to \infty }, {\displaystyle z_{2}=\xi _{1}}, {\displaystyle w_{2}=\xi _{1}}, {\displaystyle z_{3}=z_{0}}, {\displaystyle w_{3}={\frac {az_{0}+b}{d}}}.

При первом способе получаем следующую неявную форму преобразования {\displaystyle L}:
{\displaystyle {\frac {w-\xi _{1}}{{\frac {az_{0}+b}{d}}-\xi _{1}}}={\frac {z-\xi _{1}}{z_{0}-\xi _{1}}}},
{\displaystyle w-\xi _{1}=K(z-\xi _{1})}, где {\displaystyle K={\frac {az_{0}+b-d\xi _{1}}{d(z_{0}-\xi _{1})}}}.
При втором:
{\displaystyle {\frac {1}{w-\xi _{1}}}={\frac {1}{K}}{\frac {1}{z-\xi _{1}}}}, где {\displaystyle {\frac {1}{K}}={\frac {d(z_{0}-\xi _{1})}{az_{0}+b-d\xi _{1}}}}.
Здесь вид формулы для {\displaystyle K} зависит только от порядка неподвижных точек, так как третья точка выбрана общей.
Множитель {\displaystyle K}, независимо от выбора третьей точки при их вычислении, просто выражаются через постоянные целого линейного преобразования. Подставляя в выражение для {\displaystyle K} значение {\displaystyle \xi _{1}={\frac {b}{d-a}}}, получаем:
{\displaystyle K={\frac {az_{0}+b-d{\frac {b}{d-a}}}{d(z_{0}-{\frac {b}{d-a}})}}={\frac {az_{0}d+bd-a^{2}z_{0}-ab-bd}{d(z_{0}d-az_{0}-b)}}=}
{\displaystyle ={\frac {a(z_{0}d-az_{0}-b)}{d(z_{0}d-az_{0}-b)}}={\frac {a}{d}}}.
Аналогично
{\displaystyle {\frac {1}{K}}={\frac {d}{a}}}.
Очевидно, что
{\displaystyle K+{\frac {1}{K}}={\frac {a}{d}}+{\frac {d}{a}}={\frac {a^{2}+d^{2}}{ad}}=}.
{\displaystyle ={\frac {(a+d)^{2}-2ad}{ad}}={\frac {(a+d)^{2}}{ad}}-2}.

### Совпадающие неподвижные точки
Рассмотрим дробно-линейное преобразование с одной двойной неподвижной точкой, которую будем обозначать {\displaystyle \xi _{1}}. В этом случае не существует нормальной формы с множителем дробно-линейного преобразования, так как она превращается в тождество.
Имеет место следующее утверждение:
- дробно-линейное преобразование

{\displaystyle {\widehat {\mathbb {C} }}\to {\widehat {\mathbb {C} }}:z\to w=L(z)={\frac {az+b}{cz+d}}},
имеющее при условиях {\displaystyle (a-d)^{2}+4bc=0}, в случае унимодулярности {\displaystyle a+d=\pm 2}, и {\displaystyle c\neq 0} двойную конечную неподвижную точку
{\displaystyle \xi _{1}={\frac {a-d}{2c}}},
можно представить в неявной нормальной форме как
{\displaystyle {\frac {1}{w-\xi _{1}}}={\frac {1}{z-\xi _{1}}}+h},
где {\displaystyle h={\frac {2c}{a+d}}\neq 0} — постоянная, в случае унимодулярности {\displaystyle h=\pm c}, причём при {\displaystyle a+d=2} постоянная {\displaystyle h=c}, а при {\displaystyle a+d=-2} постоянная {\displaystyle h=-c}.
При {\displaystyle c=0} и {\displaystyle a=d}, в случае унимодулярности {\displaystyle a=d=\pm 1}, имеем двойную бесконечно удалённую неподвижную точку {\displaystyle \xi _{1}=\infty } и явную нормальную форму, совпадающую с самим преобразованием {\displaystyle L} в обычном виде:
{\displaystyle w=z+{\frac {b}{d}}=w=z+h},
в случае унимодулярности
{\displaystyle w=z\pm b}.
Случай {\displaystyle c\neq 0}. Чтобы полностью определить преобразование {\displaystyle w=L(z)}, выберем три точки {\displaystyle z} и три их образа {\displaystyle w}:
- неподвижная точка {\displaystyle \xi _{1}} переводится в точку {\displaystyle \xi _{1}};
- точка {\displaystyle \infty } переводится в точку {\displaystyle {\frac {a}{c}}};
- точка {\displaystyle -{\frac {d}{c}}} переводится в точку {\displaystyle \infty }.

Доказательство 1. Так как можно сделать так, чтобы дробно-линейное преобразование {\displaystyle v=SLS^{-1}(y)} имело единственную неподвижную точку бесконечность или нуль, то рассмотрим оба случая.
1. Пусть
{\displaystyle v=S(w)={\frac {1}{w-\xi _{1}}}}, {\displaystyle y=S(z)={\frac {1}{z-\xi _{1}}}} —
два дробно-линейных преобразования, и {\displaystyle z=S^{-1}(y)} — преобразование, обратное к преобразованию {\displaystyle y=S(z)}. Тогда получаем:
{\displaystyle v=SLS^{-1}(y)}.
Поскольку у последнего дробно-линейного преобразования, отображающего {\displaystyle y} в {\displaystyle v}, только одна неподвижная точка {\displaystyle \infty }:
{\displaystyle SLS^{-1}(0)=SL(\infty )=S\left({\frac {a}{c}}\right)={\frac {1}{{\frac {a}{c}}-\xi _{1}}}},
{\displaystyle SLS^{-1}(\infty )=SL(\xi _{1})=S(\xi _{1})=\infty },
то оно обязательно имеет вид {\displaystyle v=y+h},
где {\displaystyle h} — некоторая комплексная постоянная, {\displaystyle h\neq 0}, поскольку тождественное преобразование не рассматривается,
{\displaystyle y+h=SLS^{-1}}, {\displaystyle L=S^{-1}(y+h)S}.
Тем самым получаем следующую неявную форму некоторого дробно-линейного преобразования:
{\displaystyle {\frac {1}{w-\xi _{1}}}={\frac {1}{z-\xi _{1}}}+h}.
Это преобразование переводит одну неподвижную точки {\displaystyle \xi _{1}} саму в себя, а также точку {\displaystyle \infty } в {\displaystyle {\frac {a}{c}}} и точку {\displaystyle -{\frac {d}{c}}} {\displaystyle \infty }. Подставляя последние две точки по-очереди в неявную форму, получаем:
{\displaystyle {\frac {1}{{\frac {a}{c}}-\xi _{1}}}=h}, то есть {\displaystyle h={\frac {c}{a-c\xi _{1}}}={\frac {c}{a-c{\frac {a-d}{2c}}}}={\frac {2c}{a+d}}},
{\displaystyle 0={\frac {1}{-{\frac {d}{c}}-\xi _{1}}}+h}, то есть {\displaystyle h={\frac {c}{d-c\xi _{1}}}={\frac {c}{d-c{\frac {a-d}{2c}}}}={\frac {2c}{a+d}}},
и неявная форма
{\displaystyle {\frac {1}{w-\xi _{1}}}={\frac {1}{z-\xi _{1}}}+{\frac {2c}{a+d}}}
представляет дробно-линейное преобразование {\displaystyle L}.
2. Пусть
{\displaystyle v=S(w)=w-\xi _{1}}, {\displaystyle y=S(z)=z-\xi _{1}} —
два целых линейных преобразования, и {\displaystyle z=S^{-1}(y)} — преобразование, обратное к преобразованию {\displaystyle y=S(z)}. Тогда получаем:
{\displaystyle v=SLS^{-1}(y)}.
Поскольку у последнего дробно-линейного преобразования, отображающего {\displaystyle y} в {\displaystyle v}, только одна неподвижная точка {\displaystyle 0}:
{\displaystyle SLS^{-1}(0)=SL(\xi _{1})=S(\xi _{1})=0},
{\displaystyle SLS^{-1}(\infty )=SL(\infty )=S\left({\frac {a}{c}}\right)={\frac {a}{c}}-\xi _{1}},
то оно обязательно имеет вид
{\displaystyle v={\frac {h_{1}y}{h_{2}y+h_{1}}}},
где {\displaystyle h_{1}} и {\displaystyle h_{2}} — некоторые комплексные постоянные,
{\displaystyle {\frac {h_{1}y}{h_{2}y+h_{1}}}=SLS^{-1}}, {\displaystyle L=S^{-1}\left({\frac {h_{1}y}{h_{2}y+h_{1}}}\right)S}.
Преобразуем эту дробно-линейную функцию:
{\displaystyle v={\frac {h_{1}y}{h_{2}y+h_{1}}}}, {\displaystyle {\frac {1}{v}}={\frac {h_{2}y+h_{1}}{h_{1}y}}},
{\displaystyle {\frac {1}{v}}={\frac {1}{y}}+{\frac {h_{2}}{h_{1}}}}, {\displaystyle {\frac {1}{v}}={\frac {1}{y}}+h},
где {\displaystyle h={\frac {h_{2}}{h_{1}}}} — некоторая комплексная постоянная.
Получаем, что второй случай сведён к первому.
Доказательство 2. Построим дробно-линейное преобразование {\displaystyle L} по этим шести точкам, подставив их в уравнение 
{\displaystyle {\frac {w-w_{1}}{w-w_{2}}}{\frac {w_{3}-w_{2}}{w_{3}-w_{1}}}={\frac {z-z_{1}}{z-z_{2}}}{\frac {z_{3}-z_{2}}{z_{3}-z_{1}}}}.
Сделать это можно двумя основными способами:
- {\displaystyle z_{1}\to \infty }, {\displaystyle w_{1}={\frac {a}{c}}}, {\displaystyle z_{2}=\xi _{1}}, {\displaystyle w_{2}=\xi _{1}}, {\displaystyle z_{3}=-{\frac {d}{c}}}, {\displaystyle w_{3}\to \infty };
- {\displaystyle z_{1}=\xi _{1}}, {\displaystyle w_{1}=\xi _{1}}, {\displaystyle z_{2}\to \infty }, {\displaystyle w_{2}={\frac {a}{c}}}, {\displaystyle z_{3}=-{\frac {d}{c}}}, {\displaystyle w_{3}\to \infty }.

При первом способе получаем следующую неявную нормальную форму преобразования {\displaystyle L}:
{\displaystyle {\frac {w-{\frac {a}{c}}}{w-\xi _{1}}}=-{\frac {{\frac {d}{c}}+\xi _{1}}{z-\xi _{1}}}}.
Вычтем из левой и правой частей этого уравнения единицу:
{\displaystyle {\frac {\xi _{1}-{\frac {a}{c}}}{w-\xi _{1}}}=-{\frac {\xi _{1}+{\frac {d}{c}}}{z-\xi _{1}}}-1}.
Принимая во внимание, что
{\displaystyle \xi _{1}-{\frac {a}{c}}={\frac {a-d}{2c}}-{\frac {a}{c}}=-{\frac {a+d}{2c}}},
{\displaystyle \xi _{1}+{\frac {d}{c}}={\frac {a-d}{2c}}+{\frac {d}{c}}={\frac {a+d}{2c}}},
получаем  неявную нормальную форму
{\displaystyle -{\frac {\frac {a+d}{2c}}{w-\xi _{1}}}=-{\frac {\frac {a+d}{2c}}{z-\xi _{1}}}-1},
{\displaystyle {\frac {1}{w-\xi _{1}}}={\frac {1}{z-\xi _{1}}}+{\frac {2c}{a+d}}}.
При втором способе получаем то же самое, что и при первом.
Случай {\displaystyle c=0}. Когда {\displaystyle c=0} и {\displaystyle a=d}, возникают совпадающие бесконечно удалённые неподвижные точки {\displaystyle \xi _{1}=\infty }, при этом нормальная форма
{\displaystyle w=z+{\frac {b}{d}}}
совпадает с самим преобразованием {\displaystyle L} в исходном виде.

### Четыре типа дробно-линейных преобразований
Классификация дробно-линейных преобразований строится:
- на количестве неподвижных точек;
- на форме записи функции дробно-линейного преобразования по его неподвижным точкам.

Для классификации дробно-линейных преобразований привлечём показательную, или тригонометрическую, форму комплексного числа. Пусть
{\displaystyle K=re^{i\varphi }},
где вещественное число {\displaystyle r=|K|\geqslant 0} — модуль, или абсолютная величина комплексного числа {\displaystyle K}, а вещественное число {\displaystyle -\pi <\varphi =\arg K\leqslant \pi } — главное значение аргумента комплексного числа {\displaystyle K}.
Тогда можно определить следующие четыре типа дробно-линейных преобразований:
- случай различных неподвижных точек:

- {\displaystyle K=r}, {\displaystyle r>0}, {\displaystyle r\neq 1}, — гиперболическое дробно-линейное преобразование, подобное преобразование с центром в начале координат;
- {\displaystyle K=e^{i\varphi }}, {\displaystyle e^{i\varphi }\neq 1}, — эллиптическое дробно-линейное преобразование, вращение около начала координат;
- {\displaystyle K=re^{i\varphi }}, {\displaystyle r>0}, {\displaystyle r\neq 1}, {\displaystyle e^{i\varphi }\neq 1}, — локсодромическое дробно-линейное преобразование, композиция гиперболического и эллиптического преобразований;

- случай одной неподвижной точки:

- {\displaystyle K=1} — параболическое дробно-линейное преобразование, это перенос.

Для классификации дробно-линейных преобразований также привлечём два семейства окружностей при двух различных неподвижных точках:
- семейство всех окружностей {\displaystyle \Sigma }, проходящих через обе неподвижные точки {\displaystyle \xi _{1}} и {\displaystyle \xi _{2}}[81];
- семейство всех окружностей {\displaystyle \Sigma ^{\prime }}, ортогональных к окружностям первого семейства {\displaystyle \Sigma }[82].

При единственной неподвижной точке окружности семейства {\displaystyle \Sigma } превращаются во все окружности, имеющие в неподвижной точке {\displaystyle \xi _{1}} общую касательную, а семейство окружностей {\displaystyle \Sigma ^{\prime }} исчезает.
Соберём в следующей таблице простейшие сведения о четырёх типах дробно-линейных преобразований.
|                                                                                      | Гиперболическое | Эллиптическое | Локсодромическое | Параболическое                                                                          |
| Нормальная форма общего случая {\displaystyle w={\frac {az+b}{cz+d}}}                | | | |                                                                                         |
| Бесконечной неподвижной точки нет                                                    | {\displaystyle {\frac {w-\xi _{1}}{w-\xi _{2}}}=K{\frac {z-\xi _{1}}{z-\xi _{2}}}}                                                           | {\displaystyle {\frac {w-\xi _{1}}{w-\xi _{2}}}=K{\frac {z-\xi _{1}}{z-\xi _{2}}}}                                            | {\displaystyle {\frac {w-\xi _{1}}{w-\xi _{2}}}=K{\frac {z-\xi _{1}}{z-\xi _{2}}}}                                                           | {\displaystyle {\frac {1}{w-\xi _{1}}}={\frac {1}{z-\xi _{1}}}+h}                       |
| Бесконечная неподвижная точка есть                                                   | {\displaystyle w-\xi _{1}=K(z-\xi _{1})} | {\displaystyle w-\xi _{1}=K(z-\xi _{1})}                                                                                      | {\displaystyle w-\xi _{1}=K(z-\xi _{1})} | {\displaystyle w=z+h}                                                                   |
| Ограничения на {\displaystyle K} и {\displaystyle h}                                 | {\displaystyle K\neq 1,} {\displaystyle K>0}                                                                                                 | {\displaystyle K\neq 1,} {\displaystyle \|K\|=1}                                                                              | {\displaystyle \|K\|\neq 1,} {\displaystyle \operatorname {Im} K\neq 0} или {\displaystyle K<0}                                              | {\displaystyle h\neq 0}                                                                 |
| Показательная форма {\displaystyle K}                                                | {\displaystyle K=r,} {\displaystyle r>0,} {\displaystyle r\neq 1}                                                                            | {\displaystyle K=e^{i\varphi },} {\displaystyle e^{i\varphi }\neq 1}                                                          | {\displaystyle K=re^{i\varphi },} {\displaystyle r>0,} {\displaystyle r\neq 1,} {\displaystyle e^{i\varphi }\neq 1}                          | {\displaystyle K=1}                                                                     |
| Унимодулярный случай {\displaystyle w={\frac {az+b}{cz+d}},} {\displaystyle ad-bc=1} | | | |                                                                                         |
| Сумма постоянных {\displaystyle a+d}                                                 | {\displaystyle a+d} вещественное и {\displaystyle \|a+d\|>2}                                                                                 | {\displaystyle a+d} вещественное и {\displaystyle \|a+d\|<2}                                                                  | {\displaystyle a+d} комплексное невещественное                                                                                               | {\displaystyle a+d=\pm 2}                                                               |
| Геометрические свойства                                                              | | | |                                                                                         |
| Неподвижные круги                                                                    | Окружности семейства {\displaystyle \Sigma } и их внутренности отображаются сами в себя                                                      | Окружности семейства {\displaystyle \Sigma ^{\prime }} и их внутренности отображаются сами в себя                             | Нет неподвижных кругов | Отображаются сами в себя окружности семейства {\displaystyle \Sigma } и их внутренности |
| Неподвижные семейства кругов, сами круги не неподвижны                               | Окружности {\displaystyle \Sigma ^{\prime }} и их внутренности отображаются в окружности {\displaystyle \Sigma ^{\prime }} и их внутренности | Нет таких неподвижных семейств кругов                                                                                         | Окружности {\displaystyle \Sigma ^{\prime }} и их внутренности отображаются в окружности {\displaystyle \Sigma ^{\prime }} и их внутренности | Нет таких неподвижных семейств кругов                                                   |
| Неподвижные окружности, внутренности которых отображаются вовне                      | Нет таких неподвижных окружностей | При {\displaystyle \phi =\pi } окружности семейства {\displaystyle \Sigma } отображаются сами в себя, их внутренности — вовне | При {\displaystyle \phi =\pi } окружности семейства {\displaystyle \Sigma } отображаются сами в себя, их внутренности — вовне                | Нет таких неподвижных окружностей                                                       |
| Геометрическое преобразование комплексной плоскости                                  | Подобие | Поворот | Комбинация подобия и поворота | Параллельный перенос                                                                    |

При дробно-линейном преобразовании через каждую точку расширенной комплексной плоскости (кроме неподвижных) проходит одна и только одна окружность неподвижного круга только в случае трёх типов преобразования из четырёх:
- гиперболического,
- эллиптического,
- параболического.

Причём, если {\displaystyle \infty } не является неподвижной точкой, то есть {\displaystyle c\neq 0}, тогда в каждом из этих трёх случаев существует одна и только одна окружность неподвижного круга, которая проходит через {\displaystyle \infty }, то есть одна неподвижная полуплоскость с границей-прямой, проходящей через {\displaystyle \infty }. Эта прямая проходит также через две конечные точки:
{\displaystyle w(\infty )={\frac {a}{c}}}, {\displaystyle w\left(-{\frac {d}{c}}\right)=\infty }.